# 이승기 (기자)
이승기(1969년 3월 12일 ~ )는 대한민국의 KBS의 보도본부 기자 출신 앵커이다.
1994년 입사 초기에는 안경을 착용하지 않았지만, 1998년부터는 안경을 착용하기 시작해 현재까지도 착용하고 있다.

## 학력
- 성균관대학교 신문방송학과 학사
- 성균관대학교 언론정보대학원 언론학 석사

## 경력
- 1994년 1월 1일 : KBS 제20기 공채 기자 입사
- 2012년 11월 ~ 현재 : KBS 보도본부 뉴스제작3부

## 진행
- KBS 뉴스 12 앵커 (2012.11.19) ~ (2014.04.04)
- KBS 뉴스 7 앵커 (2016.04.25) ~ (2018.02.08)
- KBS 뉴스라인
  - 대리 진행 : 2020.12.28 ~ 2020.12.30
  - 정식 진행 : 2022.04.04 ~ 2023.05.26, 2023.11.13 ~ 2025.03.07
- KBS 재난방송센터 앵커 (2023.06.04) ~ (2023.11.12)
- 미디어 인사이드